# Алексинский сельский совет (Лядский район)
Алексинский сельский совет — административно-территориальная единица в составе Лядского района Ленинградской, затем Псковской области РСФСР с центром в деревне Алёксино, существовавшая в 1928—1954 годах.

## История
Алексинский сельский совет в составе Лядского района Лужского округа Ленинградской области был образован в ноябре 1928 года путём объединения Детковского (Детково-Алексинского) и Сербинского сельских советов. Центром сельсовета стала деревня Алёксино, располагавшаяся в 10 километрах от районного центра — села Ляды. Крупнейшими населёнными пунктами сельсовета были: деревня Сербино — 249 человек, деревня Алёксино — 242 человека, деревня Жилые Болота — 196 человек, деревня Детково — 175 человек, деревня Мышка — 123 человека.
23 июля 1930 года постановлением ЦИК и СНК СССР Лужский округ был упразднён.
22 марта 1935 года постановлением Президиума ВЦИК Алексинский сельсовет в составе Лядского района был включён во вновь образованный Псковский округ.
19 сентября 1940 года Псковский округ указом Президиума Верховного Совета РСФСР был упразднён.
С августа 1941 года по февраль 1944 года территория сельсовета находилась под германской оккупацией.
23 августа 1944 года указом Президиума Верховного Совета СССР Алексинский сельсовет в составе Лядского района был включён в состав Псковской области.
16 июня 1954 года указом Президиума Верховного Совета РСФСР Алексинский сельский совет был упразднён, а его территория (вместе со старыми Сварецким и Лядским сельсоветами) вошла в состав нового Лядского сельского совета.

## Состав
В 1933 году в Алексинском сельском совете проживало 1633 человека. Центр его располагался в деревне Алёксино, в него входили следующие населённые пункты.
- Деревня Алёксино (Красное Алёксино).
- Деревня Апалёво.
- Деревня Жилые Болота (Жилое Болото, Красные Болота).
- Деревня Пустые Болота (Пустое Болото, Новые Болота).
- Деревня Детково.
- Деревня Лавыни.
- Деревня Мышка.
- Посёлок Низы.
- Деревня Сербино.
- Деревня Сухрестье.

По данным на 1 мая 1936 года территория Алексинского сельсовета обслуживалась почтовым отделением в деревне Детково, в сельсовете в 10 населённых пунктах насчитывалось 471 хозяйство, 10 колхозов.
В дальнейшем деревня Сухрестье к 1944 году и деревня Жилые Болота (Большие Болота) к 1949 году были переданы в Заводский сельский совет (Лядский район).
В феврале 1939 года из упразднённого Ломовского национального сельского совета в Алексинский были переданы хутора Лавыни (Кингисепп) (в 1937 году — 31 дом).
К 1949 году из Лавынских хуторов в Алексинском сельском совете остался лишь хутор Чёрная Мельница (ныне — урочище Кордон Чёрная Речка), а посёлок Низы и хутора, его составляющие, опустели.
В 1949—1951 годах Алексинский сельский совет составляли следующие селения.
- Деревня Алёксино
- Деревня Апалёво
- Деревня Гостичево
- Деревня Детково
- Деревня Ловынь
- Деревня Малые Болота (Пустые Болота)
- Деревня Мышка
- Деревня Сербино
- Хутор Чёрная Мельница